# Municipio de Fairfield (condado de Lenawee)
El municipio de Fairfield (en inglés: Fairfield Township) es un municipio ubicado en el condado de Lenawee en el estado estadounidense de Míchigan. En el año 2010 tenía una población de 1764 habitantes y una densidad poblacional de 16,21 personas por km².

## Geografía
El municipio de Fairfield se encuentra ubicado en las coordenadas 41°45′57″N 84°3′33″O / 41.76583, -84.05917. Según la Oficina del Censo de los Estados Unidos, el municipio tiene una superficie total de 108.85 km², de la cual 108,85 km² corresponden a tierra firme y (0 %) 0 km² es agua.

## Demografía
Según el censo de 2010, había 1764 personas residiendo en el municipio de Fairfield. La densidad de población era de 16,21 hab./km². De los 1764 habitantes, el municipio de Fairfield estaba compuesto por el 95,98 % blancos, el 0,57 % eran afroamericanos, el 0,34 % eran amerindios, el 0,17 % eran asiáticos, el 1,02 % eran de otras razas y el 1,93 % eran de una mezcla de razas. Del total de la población el 2,95 % eran hispanos o latinos de cualquier raza.